# ビデオモニター
ビデオモニターとは、外観がテレビ受像機とほぼ同じながら、基本的にチューナーを内蔵していない（ビデオ入力端子・出力端子のみ搭載）ディスプレイである。チューナーを内蔵していない分、ローコストになる、小型になるというメリットがあり、ビデオカメラの画像モニターやVTRの画像再生によく使われている。音声回路は内蔵しているが、スピーカーは付いていないか、ごく小型であることが多い。
放送業務用としては、オーバースキャンによって入力ビデオ信号全体を監視できる設計となっている製品が多い。テレビジョン放送局や映像制作プロダクションでは同じサイズのビデオモニターをずらりと並べ、複数の入力ソースを同時に確認しながら、画像の切り替え、送出前のプレビューを行いやすくしている。
家庭用でも37インチもの大型のCRTが、かなり高価格で販売された時期があったが、現在は大型液晶タイプが主流となっている。入力ソースもアナログ信号のNTSCだけでなく、ハイビジョンやパソコン画像などディジタル信号も選択できるようになり、ホームシアターの必須アイテムとして人気度は高い。高性能なチューナー内蔵モデルは、一般のテレビ受像機と同じであるが、特に「チューナー内蔵モニター」と呼ばれることがある。